# Gmina Turośń Kościelna
Die Gmina Turośń Kościelna ist eine Landgemeinde im Powiat Białostocki der Woiwodschaft Podlachien in Polen. Ihr Sitz ist das gleichnamige Dorf (litauisch Turošn Košcelna) mit 700 Einwohnern.

## Gliederung
Zur Landgemeinde Turośń Kościelna gehören Ortsteile mit einem Schulzenamt:
Baciuty
Baciuty-Kolonia
Baciuty Stacja
Barszczówka
Bojary
Borowskie Gziki
Borowskie Michały
Borowskie Olki
Borowskie Żaki
Chodory
Czaczki Małe
Czaczki Wielkie
Dobrowoda
Dołki
Iwanówka
Juraszki
Lubejki
Markowszczyzna
Niecki
Niewodnica Korycka
Niewodnica Kościelna
Pomigacze
Stoczki
Tołcze
Topilec
Topilec-Kolonia
Trypucie
Turośń Dolna
Turośń Kościelna I
Turośń Kościelna II
Zalesiany
Zawady
Weitere Ortschaften der Gemeinde sind Borowskie Cibory, Borowskie Skórki, Borowskie Wypychy und Piećki.